# Okręgi wyborcze do Sejmu Rzeczypospolitej Polskiej (1991–1993)

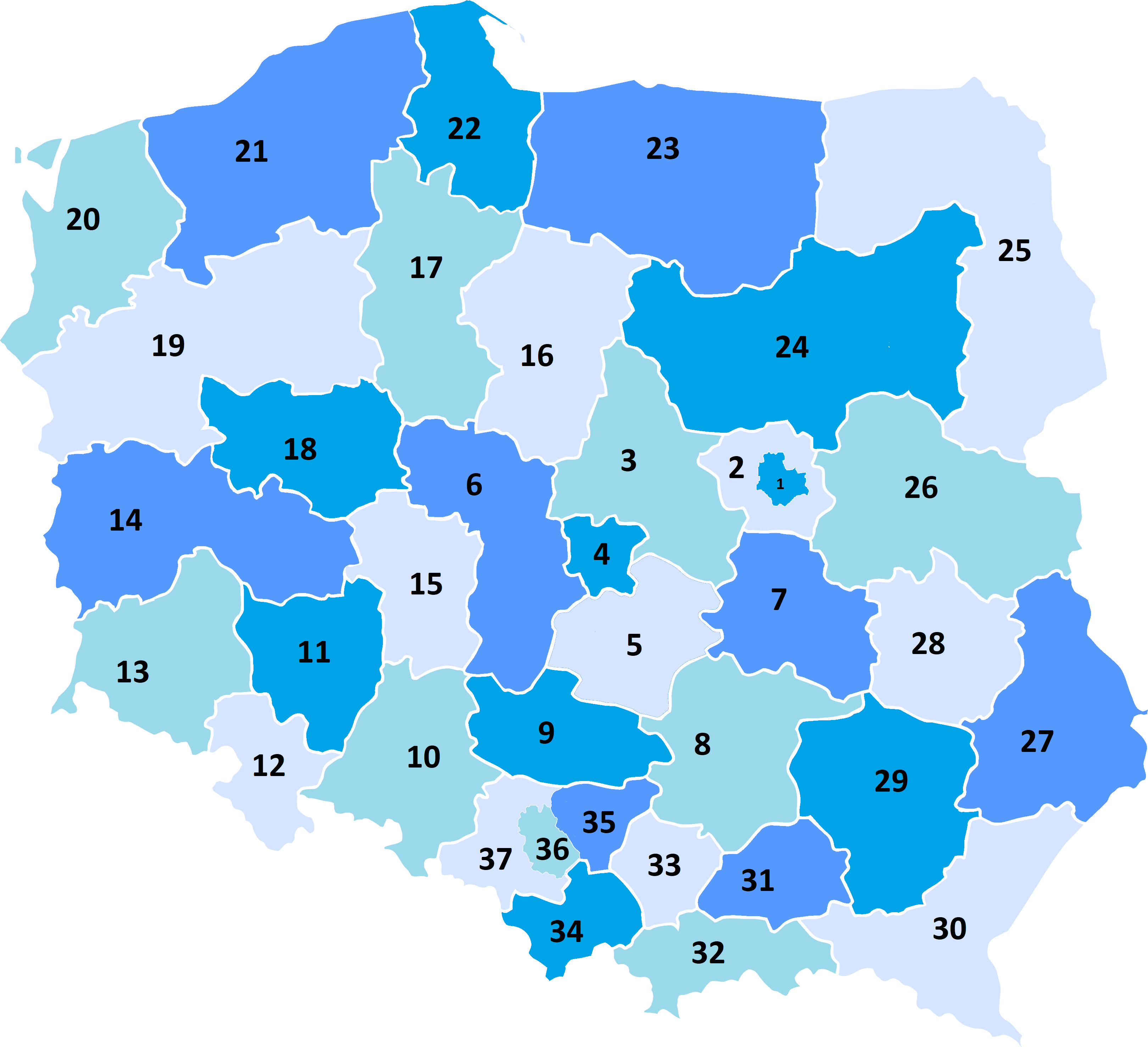
Mapa okręgów wyborczych

Lista okręgów wyborczych do Sejmu w wyborach parlamentarnych w roku 1991.
| Nr | Siedziba OKW         | Obszar | Posłów |
| -- | -------------------- | --- | ------ |
| 1  | Warszawa             | Warszawa | 17     |
| 2  | Legionowo            | województwo warszawskie bez miasta Warszawy | 8      |
| 3  | Płock                | województwo płockie i województwo skierniewickie | 10     |
| 4  | Łódź                 | województwo łódzkie | 12     |
| 5  | Piotrków Trybunalski | województwo piotrkowskie | 7      |
| 6  | Konin                | województwo konińskie i województwo sieradzkie | 9      |
| 7  | Radom                | województwo radomskie | 8      |
| 8  | Kielce               | województwo kieleckie | 11     |
| 9  | Częstochowa          | województwo częstochowskie | 8      |
| 10 | Opole                | województwo opolskie | 10     |
| 11 | Wrocław              | województwo wrocławskie | 12     |
| 12 | Wałbrzych            | województwo wałbrzyskie | 8      |
| 13 | Jelenia Góra         | województwo jeleniogórskie i województwo legnickie | 11     |
| 14 | Zielona Góra         | województwo leszczyńskie i województwo zielonogórskie | 11     |
| 15 | Kalisz               | województwo kaliskie | 7      |
| 16 | Toruń                | województwo toruńskie i województwo włocławskie | 11     |
| 17 | Bydgoszcz            | Województwo bydgoskie | 11     |
| 18 | Poznań               | województwo poznańskie | 14     |
| 19 | Gorzów Wielkopolski  | województwo gorzowskie i województwo pilskie | 10     |
| 20 | Szczecin             | województwo szczecińskie | 10     |
| 21 | Koszalin             | województwo koszalińskie i województwo słupskie | 9      |
| 22 | Gdańsk               | województwo gdańskie | 15     |
| 23 | Olsztyn              | województwo elbląskie i województwo olsztyńskie | 13     |
| 24 | Ostrołęka            | województwo ciechanowskie, województwo łomżyńskie i województwo ostrołęckie | 12     |
| 25 | Białystok            | województwo białostockie i województwo suwalskie | 12     |
| 26 | Siedlce              | województwo bialskopodlaskie i województwo siedleckie | 10     |
| 27 | Zamość               | województwo chełmskie i województwo zamojskie | 7      |
| 28 | Lublin               | województwo lubelskie | 10     |
| 29 | Rzeszów              | województwo rzeszowskie i województwo tarnobrzeskie | 13     |
| 30 | Przemyśl             | województwo krośnieńskie i województwo przemyskie | 9      |
| 31 | Tarnów               | województwo tarnowskie | 7      |
| 32 | Nowy Sącz            | województwo nowosądeckie | 7      |
| 33 | Kraków               | województwo krakowskie | 13     |
| 34 | Bielsko-Biała        | województwo bielskie | 9      |
| 35 | Sosnowiec            | województwo katowickie (obszar gmin: Babice, Bobrowniki, Bolesław, Chrzanów, Klucze, Libiąż, Łazy, Mierzęcice, Ogrodzieniec, Olkusz, Pilica, Psary, Siewierz, Tąpkowice, Trzebinia, Wolbrom, Żarnowiec oraz miast: Będzin, Bukowno, Chrzanów, Czeladź, Dąbrowa Górnicza, Jaworzno, Libiąż, Łazy, Ogrodzieniec, Olkusz, Poręba, Siewierz, Sławków, Sosnowiec, Trzebinia, Wolbrom, Zawiercie) | 10     |
| 36 | Katowice             | województwo katowickie (obszar gmin: Bojszowy, Kobiór, Wyry oraz miast: Bieruń, Bytom, Chorzów, Katowice, Lędziny, Łaziska Górne, Mikołów, Mysłowice, Piekary Śląskie, Ruda Śląska, Siemianowice Śląskie, Świętochłowice, Tychy, Zabrze) | 17     |
| 37 | Gliwice              | województwo katowickie (obszar gmin: Bestwina, Brzeszcze, Czechowice-Dziedzice, Gaszowice, Gierałtowice, Goczałkowice-Zdrój, Godów, Gorzyce, Krupski Młyn, Krzanowice, Krzyżanowice, Kuźnia Raciborska, Leszczyny, Lubomia, Lyski, Miedźna, Mszana, Nędza, Ornontowice, Pawłowice, Pietrowice Wielkie, Pilchowice, Pszczyna, Rudnik, Rudziniec, Sośnicowice, Suszec, Świerklaniec, Świerklany, Toszek, Tworóg, Wielowieś, Zbrosławice, Zebrzydowice oraz miast: Brzeszcze, Czechowice-Dziedzice, Gliwice, Jastrzębie-Zdrój, Kuźnia Raciborska, Leszczyny, Orzesze, Pszczyna, Pyskowice, Racibórz, Tarnowskie Góry, Toszek, Knurów, Wodzisław Śląski, Żory) | 13     |

Oprócz 391 posłów wybranych w powyższych 37 okręgach, do sejmu I kadencji wybrano również 69 posłów z listy krajowej.